# New Political Economy
New Political Economy is een Brits wetenschappelijk tijdschrift op het gebied van de internationale politieke economie. Het doel van het tijdschrift is het creëren van een platform voor werk dat de inzichten van de klassieke negentiende-eeuwse politieke economie combineert met de analytische vernieuwingen van de twintigste-eeuwse sociale wetenschap. 
De meeste aandacht gaat uit naar verkennend en innovatief werk dat een belangrijke bijdrage levert op het gebied van de vergelijkende politieke economie, de politieke economie van het milieu, de politieke economie van ontwikkeling, en internationale politieke economie. 
New Political Economy bestaat sinds 1996 en wordt vier keer per jaar uitgegeven door Routledge.